# Луценко, Михаил Николаевич
Михаил Николаевич Луценко (12 ноября 1909, Казалинск, Казалинский уезд, Сырдарьинская область, Российская империя — 2 декабря 1994, Москва, Россия) — советский государственный и партийный деятель.

## Биография

### Образование
В 1929—1932 годах учился в Алма-Атинском зооветеринарном институте.

### Трудовая деятельность
После окончания института был оставлен на кафедре. Работал доцентом, затем до 1934 г. — заместителем директора Алма-Атинского зооветеринарного института (ныне — Казахский национальный аграрный исследовательский университет).
С 1934 по 1941 трудился старшим научным сотрудником, заместителем директора НИИ экономики сельского хозяйства Казахской ССР. С 1941 по 1943 — начальник Управления животноводства Народного комиссариата земледелия Казахской ССР, затем до 1945 г. — заместителем заведующего Отделом животноводства ЦК КП(б) Казахстана.
В 1945 г. был назначен первым секретарëм Акмолинского областного комитета КП(б) Казахстана. В этой должности работал до февраля 1950 года.
В 1950 г. был переведен в Москву заместителем министра сельского хозяйства СССР, начальником Главного управления животноводства Министерства сельского хозяйства СССР.
С 9 июля 1957 по 6 декабря 1961 — министр сельского хозяйства Белорусской ССР.
Затем с 1964 до выхода на пенсию в 1977 году был начальником Главного управления животноводства Министерства сельского хозяйства СССР.
Умер в Москве в 1994 году.

## Награды
- Орден Ленина
- Орден Трудового Красного Знамени
- Орден «Знак Почёта»